# Valingu
Valingu es una localidad situada en el municipio de Saue, en el condado de Harju, Estonia. Tiene una población estimada, en 2021, de 265 habitantes.
Está ubicada en el centro-oeste del condado, a poca distancia al oeste de Tallin y al sur de la costa del golfo de Finlandia (mar Báltico).